# Diascia parviflora
Diascia parviflora är en flenörtsväxtart som beskrevs av George Bentham. Diascia parviflora ingår i släktet tvillingsporrar, och familjen flenörtsväxter. Inga underarter finns listade i Catalogue of Life.